# 宋祖陵
宋祖陵，位于中国河北省保定市清苑区，包括宋三陵，宋僖祖赵朓的钦陵、宋顺祖赵珽的康陵、宋翼祖赵敬的靖陵。1982年7月23日公布为河北省文物保护单位，2013年3月5日公布为第七批全国重点文物保护单位。